# Баране (Берковичи)
Баране (серб. Баране / Barane) — село в общине Берковичи Республики Сербской Боснии и Герцеговины. В настоящее время село необитаемо.
Рядом расположено одноимённое село в общине Столац Федерации Боснии и Герцеговины.